# Eptesicus (Rhinopterus)
Eptesicus (Rhinopterus) es un subgénero de quirópteros de la familia Vespertilionidae; es el subgénero con menor número de especies del género Eptesicus.

## Especies
- Eptesicus floweri (de Winton, 1901)